# Список підрозділів окружного секретаріату Сабарагамуви
Підрозділи окружного секретаріату провінції Сабарагамува Шрі-Ланки

## Округ Кегалле
- Аранаяка (підрозділ окружного секретаріату)
- Булаткохупітія (підрозділ окружного секретаріату)
- Дехіовіта (підрозділ окружного секретаріату)
- Дераніягала (підрозділ окружного секретаріату)
- Галігамува (підрозділ окружного секретаріату)
- Кегалле (підрозділ окружного секретаріату)
- Маванелла (підрозділ окружного секретаріату)
- Рамбуккана (підрозділ окружного секретаріату)
- Руванвелла (підрозділ окружного секретаріату)
- Варакапола (підрозділ окружного секретаріату)
- Ятіянтота (підрозділ окружного секретаріату)

## Округ Ратнапура
- Аягама (підрозділ окружного секретаріату)
- Балангода (підрозділ окружного секретаріату)
- Ехеліягода (підрозділ окружного секретаріату)
- Елапатта (підрозділ окружного секретаріату)
- Ембіліпітія (підрозділ окружного секретаріату)
- Годакавела (підрозділ окружного секретаріату)
- Імбулпе (підрозділ окружного секретаріату)
- Кахаватта (підрозділ окружного секретаріату)
- Калавана (підрозділ окружного секретаріату)
- Кіріелла (підрозділ окружного секретаріату)
- Колонна (підрозділ окружного секретаріату)
- Курувіта (підрозділ окружного секретаріату)
- Нівітігала (підрозділ окружного секретаріату)
- Опанаяка (підрозділ окружного секретаріату)
- Пелмадулла (підрозділ окружного секретаріату)
- Ратнапура (підрозділ окружного секретаріату)
- Велігепола (підрозділ окружного секретаріату)